# Карлос Іск'єрдо
Карлос Артуро Іск'єрдо Мендес (ісп. Carlos Arturo Izquierdo Méndez; нар. 2 жовтня 1997, Буга, департамент Вальє-дель-Каука) — колумбійський борець вільного стилю, срібний та бронзовий призер Панамериканських чемпіонатів, бронзовий призер Панамериканських ігор, бронзовий призер Центральноамериканського і Карибського чемпіонату, срібний призер Центральноамериканських і Карибських ігор, учасник двох Олімпійських ігор.

## Життєпис
Боротьбою почав займатися з 2007 року. У 2014 році став Панамериканським чемпіоном серед кадетів. У 2017 році здобув бронзову медаль Панамериканського чемпіонату серед юніорів.
Виступає за борцівський клуб «Julio Cesar Arce Arias» Буга. Тренер — його брат Маріо Іск'єрдо (з 2007).

## Спортивні результати на міжнародних змаганнях

### Виступи на Олімпіадах
| Змагання                    | Збірна   | Вагова категорія          | Місце |
| --------------------------- | -------- | ------------------------- | ----- |
| Літні Олімпійські ігри 2016 | Колумбія | вільна боротьба, до 74 кг | 18    |
| Літні Олімпійські ігри 2020 | Колумбія | вільна боротьба, до 86 кг | 12    |

### Виступи на Чемпіонатах світу
| Змагання                        | Збірна   | Вагова категорія          | Місце |
| ------------------------------- | -------- | ------------------------- | ----- |
| Чемпіонат світу з боротьби 2017 | Колумбія | вільна боротьба, до 86 кг | 24    |
| Чемпіонат світу з боротьби 2018 | Колумбія | вільна боротьба, до 86 кг | 20    |
| Чемпіонат світу з боротьби 2019 | Колумбія | вільна боротьба, до 86 кг | 5     |

### Виступи на Панамериканських чемпіонатах
| Змагання                                   | Збірна   | Вагова категорія                 | Місце  |
| ------------------------------------------ | -------- | -------------------------------- | ------ |
| Панамериканський чемпіонат з боротьби 2016 | Колумбія | греко-римська боротьба, до 85 кг | 7      |
| Панамериканський чемпіонат з боротьби 2016 | Колумбія | вільна боротьба, до 74 кг        | Срібло |
| Панамериканський чемпіонат з боротьби 2017 | Колумбія | вільна боротьба, до 86 кг        | 10     |
| Панамериканський чемпіонат з боротьби 2018 | Колумбія | вільна боротьба, до 86 кг        | 5      |
| Панамериканський чемпіонат з боротьби 2020 | Колумбія | вільна боротьба, до 86 кг        | 5      |
| Панамериканський чемпіонат з боротьби 2022 | Колумбія | вільна боротьба, до 86 кг        | Бронза |

### Виступи на Панамериканських іграх
| Змагання                  | Збірна   | Вагова категорія          | Місце  |
| ------------------------- | -------- | ------------------------- | ------ |
| Панамериканські ігри 2019 | Колумбія | вільна боротьба, до 86 кг | Бронза |

### Виступи на Центральноамериканських і Карибських іграх
| Змагання                                     | Збірна   | Вагова категорія          | Місце  |
| -------------------------------------------- | -------- | ------------------------- | ------ |
| Центральноамериканські і Карибські ігри 2018 | Колумбія | вільна боротьба, до 86 кг | Срібло |

### Виступи на Центральноамериканських і Карибських чемпіонатах
| Змагання                                                       | Збірна   | Вагова категорія          | Місце  |
| -------------------------------------------------------------- | -------- | ------------------------- | ------ |
| Центральноамериканський і Карибський чемпіонат з боротьби 2018 | Колумбія | вільна боротьба, до 86 кг | Бронза |

### Виступи на інших змаганнях
| Змагання                                                     | Збірна   | Вагова категорія          | Місце  |
| ------------------------------------------------------------ | -------- | ------------------------- | ------ |
| Гран-прі Парижа з боротьби 2016                              | Колумбія | вільна боротьба, до 74 кг | 8      |
| Олімпійський кваліфікаційний турнір з боротьби 2016 (Фріско) | Колумбія | вільна боротьба, до 74 кг | Срібло |
| Меморіал Вацлава Циолковського 2016                          | Колумбія | вільна боротьба, до 74 кг | 8      |
| Кубок Тахті 2017                                             | Колумбія | команда                   | 7      |
| Гран-прі Іспанії з боротьби 2019                             | Колумбія | вільна боротьба, до 86 кг | Бронза |

### Виступи на змаганнях молодших вікових груп
| Змагання                                                 | Збірна   | Вагова категорія          | Місце  |
| -------------------------------------------------------- | -------- | ------------------------- | ------ |
| Панамериканський чемпіонат з боротьби серед кадетів 2014 | Колумбія | вільна боротьба, до 76 кг | Золото |
| Літні юнацькі Олімпійські ігри 2014                      | Колумбія | вільна боротьба, до 76 кг | 4      |
| Панамериканський чемпіонат з боротьби серед юніорів 2014 | Колумбія | вільна боротьба, до 74 кг | 5      |
| Чемпіонат світу з боротьби серед юніорів 2016            | Колумбія | вільна боротьба, до 74 кг | 20     |
| Панамериканський чемпіонат з боротьби серед юніорів 2017 | Колумбія | вільна боротьба, до 84 кг | Бронза |
| Чемпіонат світу з боротьби серед молоді 2019             | Колумбія | вільна боротьба, до 86 кг | 15     |